# Tigran L. Petrosian
Tigran Levoni Petrosian (Ereván, Armenia, 17 de septiembre de 1984) es un Gran Maestro Internacional de ajedrez armenio.

## Primeros años
Tigran L. Petrosian nació el 17 de septiembre de 1984. Su nombre fue escogido deliberadamente por su padre para coincidir con el nombre del antiguo campeón del mundo Tigran Petrosian, que también tenía ascendencia armenia. Cuando Petrosian ganó el título mundial, el padre de Tigran L. Petrosian soñó que si alguna vez tenía un hijo, lo llamaría Tigran. El ex campeón del mundo murió un mes antes del nacimiento de Tigran L. Petrosian.
Petrosian aprendió a jugar al ajedrez a los cinco años. Recibió clases de Gagik Sargissian y Melikset Khachiyan antes de entrar en una academia de ajedrez en 2002, donde entrenó con el GM Arsen Yegiazarian y el MI Ashot Nadanian.

## Carrera ajedrecística
Petrosian ganó su título de Gran Maestro consiguiendo normas en el Campeonato del mundo sub-18 en 2002, el Open de Batumi en 2003 y el Open de Aeroflot en Moscú en 2004. En el mismo año, empató en el 2.º/3.er puesto con Zhao Jun en el Campeonato mundial juvenil de ajedrez en Cochín, India. En 2005, empató por el primer puesto en Teherán, Kish y Lausana; en 2006 empató por el primero en Lyon y Dubái; en 2008 empató por el primero en Wheeling y en Las Vegas. En el mismo año ganó una medalla de oro por equipos (junto con Levon Aronian, Vladimir Akopian, Gabriel Sargissian y Artashes Minasian) en las Olimpíadas de ajedrez de 2008 en Dresde. En 2011, Petrosian empató por el primer-tercer puesto con Marat Dzhumaev y Anton Filippov en el Memorial Georgy Agzamov en Taskent y ganó el evento en el desempate. En el mismo año, ganó el campeonato armenio de Chess960, empató por el segundo-cuarto con Abhijeet Gupta y Magesh Panchanathan en el tercer Open Internacional de GM de Orissa y ganó el 31.º Open Villa de Benasque. En enero de 2012 Petrosian ganó el Campeonato de Armenia de ajedrez y en febrero de 2012 ganó el Campeonato de Armenia de ajedrez rápido. Juega en el Internet Chess Club (ICC) bajo el nick «Tigrano». Ganó el oro con Armenia en las Olimpíadas de ajedrez de 2012 junto con Levon Aronian, Sergei Movsesian, Vladimir Akopian y Gabriel Sargissian.

## Premios
En diciembre de 2009, Petrosian ganó el título de «Maestro Deportivo Honorario de la República de Armenia».

## Controversia
En octubre de 2020, GM Wesley So, múltiple campeón estadounidense de ajedrez y ganador del campeonato mundial de fischer random en 2019, acusó a Petrosian de hacer trampa en sus partidas de semifinales y finales durante la PRO Chess League 2020. Chess.com y la PRO Chess League emitieron prohibiciones de por vida a Petrosian.
Múltiples jugadores analizaron las partidas y dieron sus opiniones, entre ellos, GM Hikaru Nakamura, múltiple campeón estadounidense y partner de Twitch, y YouTuber IM Levy "GothamChess" Rozman.
En repuesta a la acusación de Wesley So, Petrosian comentó en el foro de Chess.com un largo mensaje que contenía los comentarios, "Estás bromeando ??? De qué **** estás hablando? Eres un perdedor más grande que he visto en mi vida ! Hacías [Petrosian utiliza "was" en vez del gramaticalmente correcto "were"] PIPI en tus pañales cuando yo ganaba a jugadores mucho más fuertes que tú![sic]", "yo puedo ganar a cualquiera en el mundo en solo juego! Y "w"esley "s"o no es nadie para mi, solo un jugador que llora cada vez que pierde[sic]", "Te invito Oficialmente a competición OTB [Over the bord, presencial] de ajedrez relámpago con el fondo de premios! Ambos invertiremos 5000$ y el ganador se lo llevará todo![sic]" "Tigran Petrosyan siempre juega limpio ! Y si alguien va a seguir Oficialmente hablar de mí de esa manera, nos encontraremos en la Corte! Dios bendiga con la verdad! La verdad nunca morirá ! Los mentirosos serán expulsados...[sic]". La respuesta de Petrosian se convirtió en un meme y copiapega dentro de la comunidad ajedrecista gracias a su inglés roto y su vulgaridad.
A día de hoy Wesley So no aceptó la invitación.
Chess.com descubrió que Petrosian y, por extensión, su equipo, los Armenia Eagles, habían violado las reglas del juego limpio. El equipo fue descalificado y los Saint Louis Arch Bishops fueron posteriormente coronados campeones. Chess.com y la PRO Chess League emitieron prohibiciones de por vida a Petrosian